# Castejón (Kasztília-La Mancha)
Castejón egy község Spanyolországban, Cuenca tartományban. Castejón Alcocer, Villar del Infantado, Canalejas del Arroyo, Tinajas, Villalba del Rey, Cañaveruelas és Alcohujate községekkel határos. Lakosainak száma 130 fő (2024).

## Népesség
A település népessége az utóbbi években az alábbiak szerint változott:
| Lakosok száma | 231  | 216  | 205  | 211  | 187  | 158  | 140  | 144  | 122  | 130  |
|               | 2001 | 2004 | 2006 | 2009 | 2011 | 2014 | 2016 | 2019 | 2021 | 2024 |